# Lincoln Versailles
La Versailles è un'autovettura mid-size di lusso prodotta dalla Lincoln dal 1977 al 1980.

## Il contesto
Durante la seconda parte degli anni settanta la Ford non possedeva un capitale da investire nei propri veicoli che fosse paragonabile a quello della General Motors. Per risparmiare la Ford decise quindi di utilizzare, per le proprie vetture, la strategia del badge engineering. Il risultato fu che i modelli Ford e Mercury full-size di quegli anni differissero principalmente dalla calandra e dall'allestimento. Infatti, i pianali, i gruppi motopropulsori ed i corpi vettura erano pressoché identici.
Con l'insorgere della crisi energetica del 1973, si formò una lacuna nella gamma della Lincoln. Il marchio citato infatti non offriva un modello di lusso dalle dimensioni compatte che sarebbe potuto entrare in competizione con le vetture importate dall'estero come la Mercedes-Benz E-Class oppure con la Cadillac, che introdusse la Seville nel 1975. Con l'acuirsi della crisi energetica, negli Stati Uniti si sentì una crescente necessità di modelli di automobile più piccoli e aventi motori di cilindrata inferiore. In questo contesto, fu quindi deciso di lanciare un modello Lincoln con queste caratteristiche, la Versailles.
Fino al lancio della Versailles, le Lincoln erano relativamente differenti dalle Ford e dalle Mercury. Dalla metà degli anni settanta, però, venne deciso di operare un cambiamento di strategia aziendale che portò i modelli Lincoln a condividere molti componenti con le vetture degli altri marchi del gruppo.

## Storia

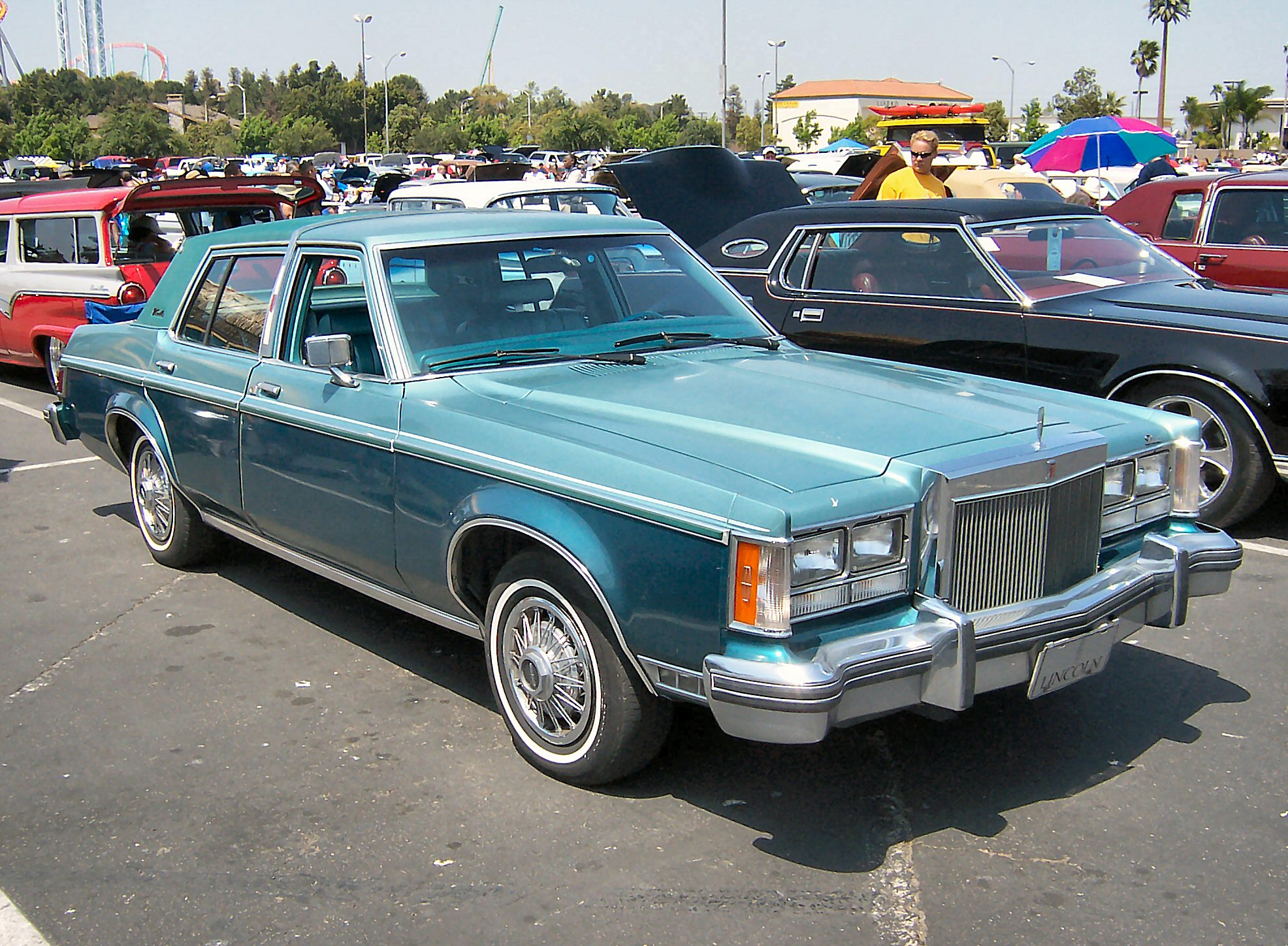
Una Lincoln Versailles

La Versailles era quasi identica alla Ford Granada commercializzata negli Stati Uniti ed alla Mercury Monarch. Ciò non fu un caso, dato che la Versailles derivava dai due modelli citati. La Versailles venne offerta solo con un tipo di carrozzeria, berlina quattro porte. Il modello fu il frutto di un'evoluzione che iniziò con la Ford Falcon del 1960. Di Versailles ne furono prodotti in totale 50.156 esemplari. Rompendo una tradizione che era in voga all'epoca, la Versailles non fu disponibile in versioni speciali o in edizioni limitate.
Alla Versailles, nel 1979, vennero operati dei cambiamenti che comportarono la nascita di alcune differenze con la Monarch e la Granada. Ad esempio, sulla Versailles fu previsto un tettuccio dalle forme tipo landaulet.  Nell'occasione vennero introdotte delle innovazioni che furono delle novità assolute per l'industria automobilistica statunitense. Ad esempio, furono offerti dei fanali anteriori con lampade alogene ed un nuovo tipo di vernice che presto si diffuse anche tra gli altri marchi automobilistici. Anche grazie a queste novità, le vendite salirono a circa 21.000 esemplari. Nonostante ciò, l'anno successivo la Versailles fu tolta di produzione.
La Versailles non venne sostituita direttamente da nessun modello. La sua sostituta fu, essenzialmente, la nuova serie della Lincoln Continental, che venne lanciata nel 1982. Essa, rispetto alle generazioni precedenti, fu rimpicciolita e quindi possedeva delle dimensioni paragonabili alla Versailles. Questa Continental, a sua volta,  era molto simile alle Ford mid-size offerte all'epoca, anche se era caratterizzata da tratti distintivi.
La Versailles venne assemblata a Wayne, nel Michigan, ed a Mahwah, nel New Jersey.

## Caratteristiche tecniche
| Motore          | Potenza massima     | Coppia massima       | Cambio                    |
| --------------- | ------------------- | -------------------- | ------------------------- |
| V8 da 5.752 cm³ | 135 CV @ 3.200 giri | 373 N•m @ 1.600 giri | Automatico a tre rapporti |
| V8 da 4.949 cm³ | 133 CV @ 3.600 giri | 329 N•m @ 1.600 giri | Automatico a tre rapporti |
| [ 6 ]           |                     |                      |                           |

Il motore da 5.752 cm³ aveva l'alimentazione a carburatore, e ciò contrastava con quanto era installato sul propulsore della diretta concorrente della Versailles, la Seville, che era infatti ad iniezione. Inoltre, il motore in oggetto consumava troppo carburante e quindi fu sostituito quasi immediatamente dal propulsore da 4.949 cm³. Quest'ultimo, era un'opzione comune sulla Monarch. Il motore della Versaills era montato anteriormente, e la trazione era posteriore. I freni della Versailles erano a disco, mentre sulla Monarch e sulla Granada erano a tamburo.

## Esemplari prodotti
| Anno | Esemplari prodotti |
| ---- | ------------------ |
| 1977 | 15.434             |
| 1978 | 8.931              |
| 1979 | 21.007             |
| 1980 | 4.784              |

## La Versailles nei media
- In ambito videoludico, la Versailles compare nel videogioco Grand Theft Auto IV (dove viene denominata Marbelle).